# Моррис, Элисон
Элисон Моррис (англ. Alison Morris; род. 30 октября 1979, Лонг-Айленд, Нью-Йорк) — американская журналистка. С 2019 по 2022 год она была ведущей новостей на канале NBC News.

## Ранний период жизни и образование
Моррис родилась и выросла на острове Лонг-Айленд, штат Нью-Йорк, США. Окончила Академию Богоматери Милосердия, женскую частную подготовительную школу католического колледжа. В 2001 году получила степень бакалавра социологии в Йельском университете.

## Карьера
В 2002 году начала свою журналистскую карьеру в качестве репортёра для телевизионного канала CNBC Europe и газеты The Wall Street Journal Europe в Париже, Франция. В 2005 году вернулась в США и стала репортёром KDKA-TV в Питтсбурге, штат Пенсильвания. В 2010 году перешла на FoxCT (теперь известный как WTIC-TV), где стала одной из ведущих новостей канала. В 2014 году перешла на Fox 5 New York и работала там ведущей деловых новостей. В июле 2019 года Моррис была нанята телевизионным каналом NBC News, где она стала ведущей новостей для потокового сервиса сети NBC News Now.

## Личная жизнь
Живет на Манхэттене со своим мужем Скоттом. Моррис свободно говорит по-французски. Является фанаткой клуба «Нью-Йорк Янкис».